# Исехара
Исехара (яп. 伊勢原市 Исэхара-си) — город в Японии, находящийся в префектуре Канагава. Площадь города составляет 55,52 км², население — 100 975 человек (1 августа 2014), плотность населения — 1818,71 чел./км².

## Географическое положение
Город расположен на острове Хонсю в префектуре Канагава региона Канто. С ним граничат города Ацуги, Хадано, Хирацука.

## Население
Население города составляет 100 975 человек (1 августа 2014), а плотность — 1818,71 чел./км². Изменение численности населения с 1980 по 2005 годы:
| 1980 | 70 052 чел.  |  |
| 1985 | 77 766 чел.  |  |
| 1990 | 89 567 чел.  |  |
| 1995 | 98 123 чел.  |  |
| 2000 | 99 544 чел.  |  |
| 2005 | 100 579 чел. |  |

## Символика
Деревом города считается кастанопсис, цветком — Platycodon grandiflorus, птицей — Syrmaticus soemmerringii.

## Города-побратимы
- Ла-Мирада, США (1981)
- Тино, Япония (1986)